# Wiktor Wassiljewitsch Tichonow (Eishockeyspieler)
Wiktor Wassiljewitsch Tichonow (russisch Виктор Васильевич Тихонов; * 12. Mai 1988 in Riga, Lettische SSR) ist ein ehemaliger russischer Eishockeyspieler, der im Verlauf seiner aktiven Karriere zwischen 2004 und 2022 unter anderem 111 Spiele für die Phoenix bzw. Arizona Coyotes und Chicago Blackhawks in der National Hockey League (NHL) auf der Position des rechten Flügelstürmers bestritten hat. Ebenso war Tichonow in der Kontinentalen Hockey-Liga (KHL) sowie der russischen Superliga aktiv, wo er für Sewerstal Tscherepowez, den SKA Sankt Petersburg, Ak Bars Kasan und Salawat Julajew Ufa weitere 590 Partien absolvierte. Mit der russischen Nationalmannschaft gewann er bei der Weltmeisterschaft 2014 die Goldmedaille. Tichonow ist der Enkel des berühmten gleichnamigen Eishockeytrainers Wiktor Tichonow.

## Karriere
Tichonow erlernte das Eishockeyspielen bereits in seiner Kindheit, die er aufgrund des Berufes seines Vaters Wassili Tichonow teilweise in Nordamerika verbrachte. Dort spielte er zwischen 1993 und 1995, als sein Vater als Assistenztrainer für die San Jose Sharks arbeitete, für ein Jugendteam in Santa Clara. Weitere Trainerstationen seines Vaters brachten ihn nach Kansas City und Kentucky, ehe sie gemeinsam nach Europa zurückkehrten. Nach einer weiteren Station in Schweden folgte der Wechsel zurück in die russische Heimat, wo Tichonow schließlich im Juniorenbereich des HK ZSKA Moskau spielte.
Seine erste Station im Profibereich war in der Saison 2004/05 die zweite Mannschaft des Armeeklubs HK ZSKA Moskau, mit der er in der dritthöchsten russischen Spielklasse auflief. Im Verlauf der Spielzeit 2005/06 wechselte er zum HK Dmitrow in die Wysschaja Liga, der zweithöchsten russischen Spielklasse. Dort verbuchte er in 36 Partien 14 Punkte. Zur darauffolgenden Spielzeit wechselte er zu Sewerstal Tscherepowez in die Superliga, der damaligen höchsten Spielklasse des Landes. Er spielte in lediglich vier Saisonspielen für die erste Mannschaft, wurde aber im Sommer, im Verlauf der Super Series 2007 nach den ersten vier Spielen der Serie nachnominiert, da die Russen viele Verletzungen zu beklagen hatten und zudem in den Spielen mehr als enttäuscht hatten. In der Saison 2007/08 gehörte Tichonow zum Stammkader von Sewerstal und wurde zum Jahresende 2007 ins Aufgebot der Juniorennationalmannschaft für die U20-Junioren-Weltmeisterschaft berufen. Dort gewann er die Bronzemedaille und wurde als bester Stürmer des Turniers ausgezeichnet. Im Verlauf der Superliga-Saison erzielte er in 43 Begegnungen zwölf Scorerpunkte, womit er zu den am meisten verbesserten jungen Spielern der Liga gehörte. Im NHL Entry Draft 2008 wurde er schließlich von den Phoenix Coyotes in der ersten Runde an 28. Gesamtposition ausgewählt, nachdem er in den Drafts der Jahre 2006 und 2007 bereits verfügbar aber unbeachtet geblieben war. Um sich die Rechte an Tichonow zu sichern, hatten die Coyotes zuvor zwei Draftpicks der zweiten Runde an die Anaheim Ducks abgegeben, die bis dahin die Rechte des 28. Picks gehalten hatten. Bereits am 1. Juli brachten ihn die Coyotes zur Vertragsunterschrift. Durch überzeugende Leistungen im Trainingscamp konnte sich Tichonow bereits im Herbst 2008 im Stammkader von Phoenix durchsetzen.
Im schwachen Team der Phoenix Coyotes absolvierte der Stürmer im Verlauf der Saison 2008/09 61 Spiele, in denen er 18 Punkte verbuchte. Lediglich im Januar fiel er wegen einer Handverletzung zehn Spiele aus. Nachdem im Herbst 2009 ein Trainerwechsel bei den Coyotes vollzogen worden war, wurde Tichonow gemeinsam mit Kyle Turris vor dem Beginn der Spielzeit 2009/10 an die San Antonio Rampage, das Farmteam der Coyotes in der American Hockey League (AHL), geschickt. Dort verbrachte er die ersten beiden Monate des Spieljahres, ehe er an seinen Ex-Verein Sewerstal Tscherepowez aus der Kontinentalen Hockey-Liga (KHL) ausgeliehen wurde. Zur Saison 2010/11 kehrte er nach Nordamerika zurück, spielte jedoch ausschließlich für die San Antonio Rampage in der AHL. Im Oktober 2011 wurde er vom SKA Sankt Petersburg aus der KHL verpflichtet.
Nach vier Jahren in Sankt Petersburg wechselte Tichonow erneut in die National Hockey League, als er im Juli 2015 einen Einjahresvertrag bei den Chicago Blackhawks unterzeichnete. Für die Blackhawks absolvierte er elf Spiele, blieb dabei ohne Scorerpunkt und sollte im Dezember 2015 über den Waiver in die AHL geschickt werden. Dabei wurde er jedoch von den Arizona Coyotes verpflichtet, das nun unter leicht verändertem Namen firmierende Franchise, das ihn im NHL Entry Draft 2008 ausgewählt hatte. Nach einem Jahr in Nordamerika kehrte Tichonow im Juli 2016 zum SKA Sankt Petersburg zurück, wo er weitere dreieinhalb Spielzeiten verbrachte und zweimal den Gagarin-Pokal gewann. Nach kurzen Engagements bei den Ligakonkurrenten Ak Bars Kasan und Salawat Julajew Ufa beendete der 34-Jährige im Juli 2022 seine aktive Karriere.

## Erfolge und Auszeichnungen
- 2013 KHL-Stürmer des Monats März
- 2013 KHL All-Star-Team
- 2015 Gagarin-Pokal-Gewinn mit dem SKA Sankt Petersburg
- 2017 Gagarin-Pokal-Gewinn und Russischer Meister mit dem SKA Sankt Petersburg

### International
| - 2008 Bronzemedaille bei der U20-Junioren-Weltmeisterschaft - 2008 Bester Stürmer der U20-Junioren-Weltmeisterschaft - 2008 All-Star-Team der U20-Junioren-Weltmeisterschaft - 2014 Goldmedaille bei der Weltmeisterschaft | - 2014 Bester Stürmer der Weltmeisterschaft - 2014 All-Star-Team der Weltmeisterschaft - 2015 Silbermedaille bei der Weltmeisterschaft |

## Karrierestatistik

### International
Vertrat Russland bei:
| - Super Series 2007 - U20-Junioren-Weltmeisterschaft 2008 - Olympischen Winterspielen 2014 | - Weltmeisterschaft 2014 - Weltmeisterschaft 2015 |

(Legende zur Spielerstatistik: Sp oder GP = absolvierte Spiele; T oder G = erzielte Tore; V oder A = erzielte Assists; Pkt oder Pts = erzielte Scorerpunkte; SM oder PIM = erhaltene Strafminuten; +/− = Plus/Minus-Bilanz; PP = erzielte Überzahltore; SH = erzielte Unterzahltore; GW = erzielte Siegtore; 1 Play-downs/Relegation; Kursiv: Statistik nicht vollständig)